# Forces navales béninoises

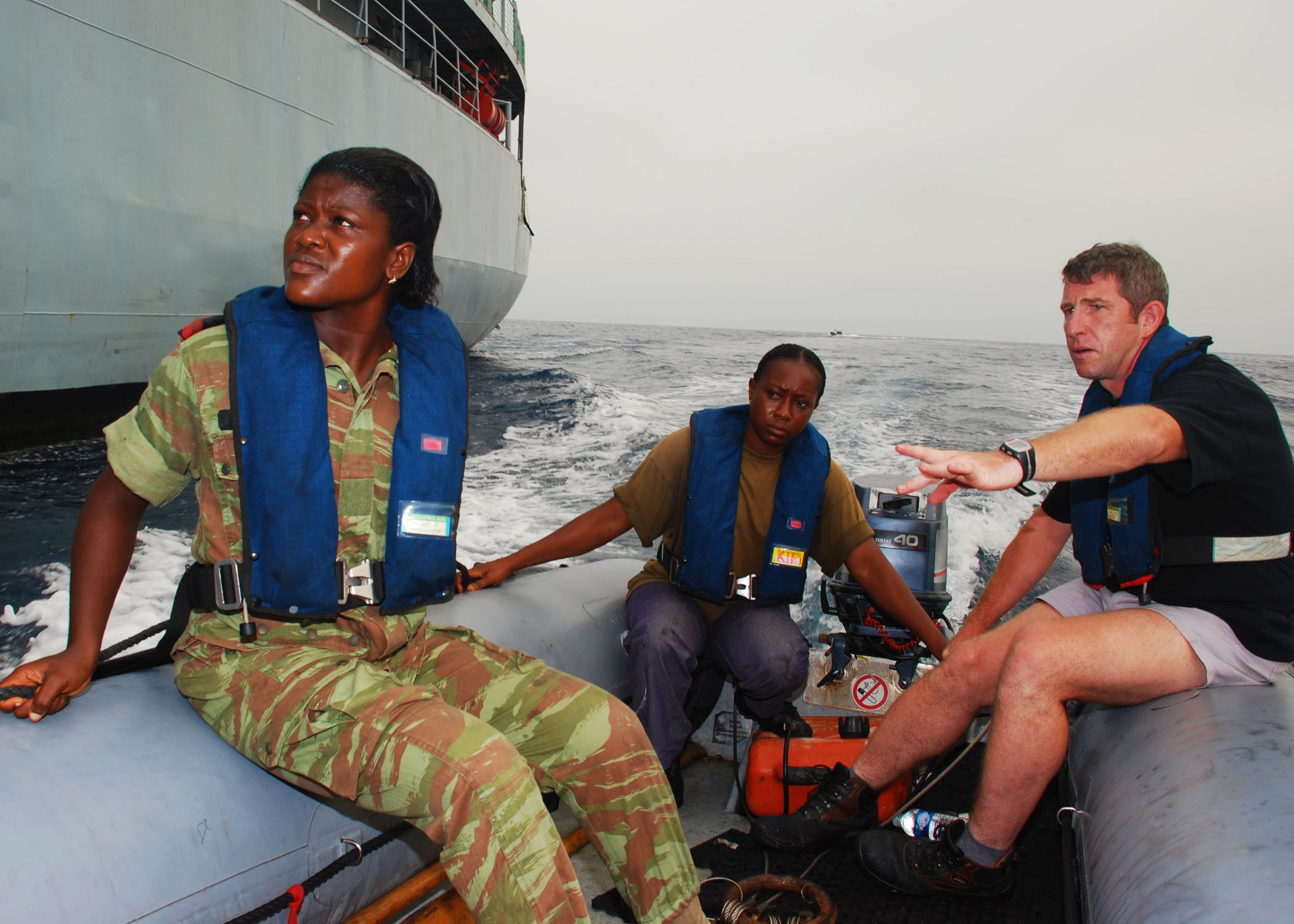
Séance de formation.

Les Forces Navales Béninoises sont la composante navale des forces armées béninoises. Elles ont pour mission  d'assurer la sécurité et la sûreté maritimes  dans son espace maritime le long des 125 km de côtes. Plus de 2000 marins (hommes et femmes) servent de soutien aux équipages des  patrouilleurs et des embarcations diverses  et variées de la Base Navale de Cotonou, l'une des principales bases. 
Deux centres de surveillance radar surveillent les côtes à Cotonou et à Grand-Popo (sud-ouest), ce dernier étant en construction (fin 2011) et équipé par la France.
Depuis 2016, le Chef d'État-Major des Forces navales est le capitaine de vaisseau Albert BADOU, ancien élève de l'École navale de Brest en France.

## Équipement en 2012
Marine Nationale Bénin

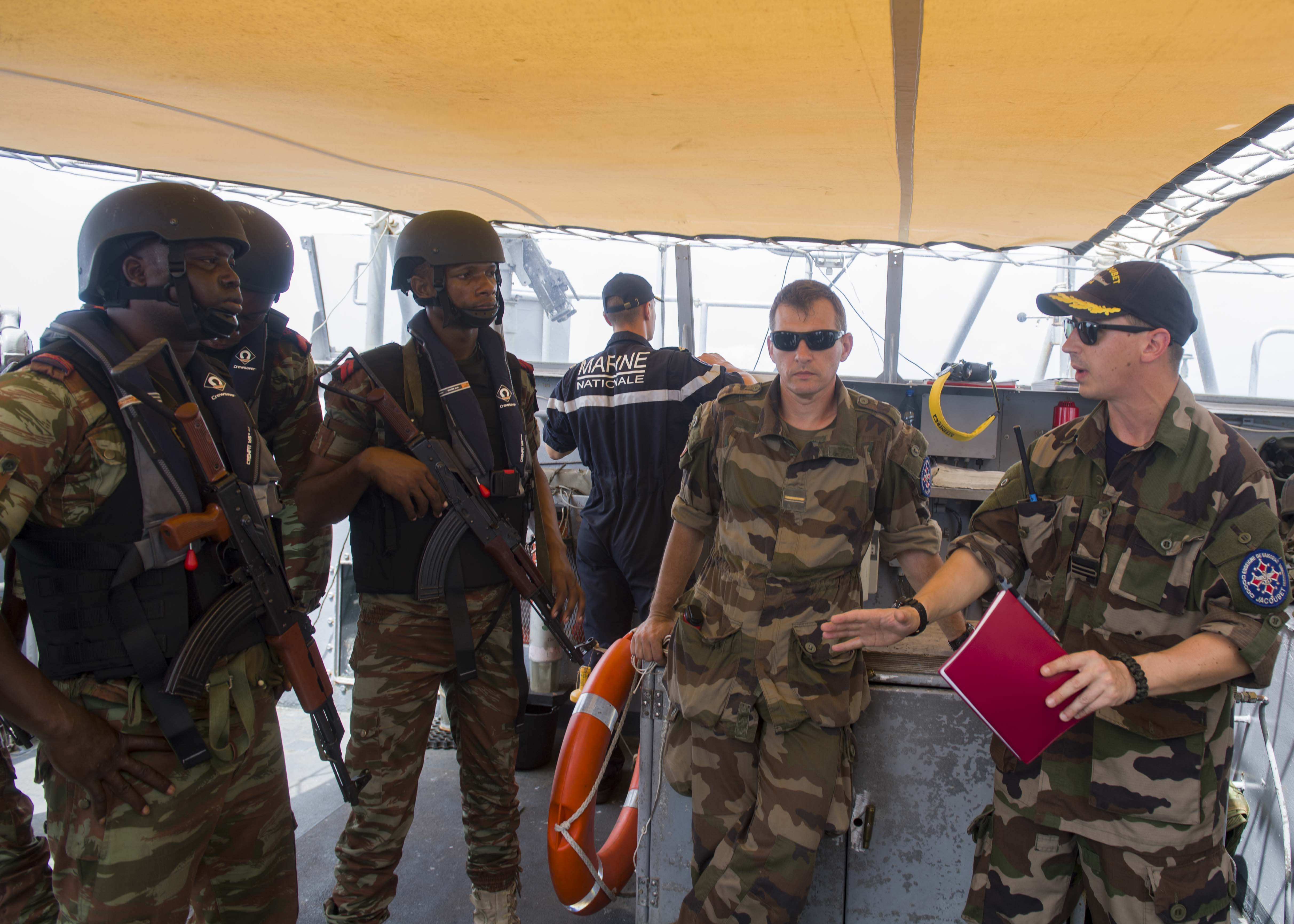
Des marins béninois et français lors d'un exercice en 2017.

- 3 patrouilleurs de type FPB98 Mk1 : l' Alibori (P109), l' Ouémé (P110) et le Zou (P111)
  - Déplacement : 100 t. - Longueur :  31,8 m. - Vitesse maximale : 30 nœuds - Moteurs MTU[3] - Armement : 1x20mm Super Sea Rogue (télé-opéré)[4].
  - Commandés en février 2011[5] au chantier naval Ocea des Sables-d'Olonne (Vendée), ils ont été livrés en juin 2012[6].

- 2 patrouilleurs de type 7360[7] : le Matelot Brice Kpomasse (P798) et le La Sota (P799)
  - Déplacement : 80 t. standard - Vitesse maximale : 14 nœuds - Distance franchissable : 900 milles nautiques à 11 nœuds - Équipage : 13 (1 officier, 12 matelots) - Armement : 2x2 14,5 mm (AA et surface).
  - Offerts par la Chine en 2003.

- 2 embarcations de type Defender (en) :
  - Déplacement : 2,7 t. - Longueur : 9 m. - Vitesse maximale : 46 nœuds - Équipage : 4 - Armement (optionnel) : 2x7,62 mm.
  - Offerts par les États-Unis en 2010[8] dans le cadre de coopération de l'Africom[9].

Aéronautique navale
- 1 LH-10 Grand Duc[8]. Un seul appareil a été livré en 2012 sur deux exemplaires commandés en 2010. Mais, faute de documentation, il ne vole pas[10].
  - Avions de surveillance maritime d'une autonomie de 10h[11].